# Atomorpha nana
Atomorpha nana är en fjärilsart som beskrevs av Abel Dufrane. Atomorpha nana ingår i släktet Atomorpha och familjen mätare. Inga underarter finns listade i Catalogue of Life.